# Завод металургійного кремнію в Уштобе
Завод металургійного кремнію в Уштобе – казахське підприємство, розташоване в Жетисуйській області на півдні країни.
Завод потужністю 5 тисяч тон металургійного кремнію на рік став до ладу в 2006-му. Він має власне джерело сировини – розташоване за два з половиною десятки кілометрів родовище жильного кварцу Сарикульське. Проект реалізували через компанію «Kaz Silicon», власником якої з 2011-го став державний концерн «Казатомпром».
В 2015-му завод зупинили через несприятливу ринкову ситуацію.
У 2021-му «Казатомпром» зміг продати завод в Уштобе приватному інвестору, який знову запустив виробництво в 2022-му (при цьому воно було модернізоване до рівня у 6 тисяч тон кремнію на рік).